# Резолюция 109 на Съвета за сигурност на ООН
Резолюция 109 на Съвета за сигурност на ООН е приета на 14 декември 1955 г. по повод Резолюция 918 (X) на Общото събрание на ООН от 8 декември 1955 г., отнасяща се до кандидатурите за членство в ООН на Албания, Йордания, Република Ирландия, Португалия, Унгария, Италия, Австрия, Румъния, България, Финландия, Цейлон, Непал, Либия, Камбоджа, Лаос и Испания. Като подчертава, че е разгледал всяка от кандидатурите поотделно, с Резолюция 109 Съветът за сигурност препоръчва на Общото събрание на ООН всички тези страни да бъдат приети за членове на Организацията на обединените нации.
Проектотекстът на резолюцията е предложен от делегацията на Съветския съюз. В него се изброяват имената на шестнадесетте посочени по-горе страни – кандидатки за членство в Организацията. Представителят на Съединените щати обаче предлага списъкът със страните, посочени в проекта на Съветския съюз, да бъде разширен, като в него бъде добавена и Япония.
В подкрепа на предложението на Съединените щати се изказват всички членове на Съвета освен представителя на Съветския съюз, който настоява въпросът за приемането на Япония в организацията да бъде отложен до следващата сесия на Общото събрание. Предложението на Съединените щати е подложено на гласуване, но не е прието, тъй като против гласува постоянният представител на Съветския съюз.
След гласуването относно предложението на Съединените щати, членовете на Съвета гласуват поотделно включването на всяка една от останалите страни в списъка, предложен от Съветския съюз, като разпределението на гласовете за всяка страна е показано в таблицата по-долу.
| Албания                                                         | Бразилия, Иран, Нова Зеландия, · Обединено кралство, Перу, СССР, · Турция, Франция                      |  | Белгия, · Тайван, · САЩ |
| Йордания                                                        | Белгия, Бразилия, Иран, Нова Зеландия, · Обединено кралство, Перу, Тайван, · САЩ, СССР, Турция, Франция |  |                         |
| Ирландия                                                        | Белгия, Бразилия, Иран, Нова Зеландия, · Обединено кралство, Перу, Тайван, · САЩ, СССР, Турция, Франция |  |                         |
| Португалия                                                      | Белгия, Бразилия, Иран, Нова Зеландия, · Обединено кралство, Перу, Тайван, · САЩ, СССР, Турция, Франция |  |                         |
| Унгария                                                         | Белгия, Бразилия, Иран, Нова Зеландия, · Обединено кралство, Перу, СССР, · Турция, Франция              |  | Тайван, · САЩ           |
| Италия                                                          | Белгия, Бразилия, Иран, Нова Зеландия, · Обединено кралство, Перу, Тайван, · САЩ, СССР, Турция, Франция |  |                         |
| Австрия                                                         | Белгия, Бразилия, Иран, Нова Зеландия, · Обединено кралство, Перу, Тайван, · САЩ, СССР, Турция, Франция |  |                         |
| Румъния                                                         | Белгия, Бразилия, Иран, Нова Зеландия, · Обединено кралство, Перу, СССР, · Турция, Франция              |  | Тайван, · САЩ           |
| България                                                        | Белгия, Бразилия, Иран, Нова Зеландия, · Обединено кралство, Перу, СССР, · Турция, Франция              |  | Тайван, · САЩ           |
| Финландия                                                       | Белгия, Бразилия, Иран, Нова Зеландия, · Обединено кралство, Перу, Тайван, · САЩ, СССР, Турция, Франция |  |                         |
| Цейлон                                                          | Белгия, Бразилия, Иран, Нова Зеландия, · Обединено кралство, Перу, Тайван, · САЩ, СССР, Турция, Франция |  |                         |
| Непал                                                           | Белгия, Бразилия, Иран, Нова Зеландия, · Обединено кралство, Перу, Тайван, · САЩ, СССР, Турция, Франция |  |                         |
| Либия                                                           | Белгия, Бразилия, Иран, Нова Зеландия, · Обединено кралство, Перу, Тайван, · САЩ, СССР, Турция, Франция |  |                         |
| Камбоджа                                                        | Белгия, Бразилия, Иран, Нова Зеландия, · Обединено кралство, Перу, Тайван, · САЩ, СССР, Турция, Франция |  |                         |
| Лаос                                                            | Белгия, Бразилия, Иран, Нова Зеландия, · Обединено кралство, Перу, Тайван, · САЩ, СССР, Турция, Франция |  |                         |
| Испания                                                         | Бразилия, Иран, Нова Зеландия, · Обединено кралство, Перу, Тайван, · САЩ, СССР, Турция, Франция         |  | Белгия                  |
| Източник: Съвет за сигурност. Официален отчет на 705 заседание. | |  |                         |

Резолюция 109 е приета с мнозинство от 8 гласа за, като трима от членовете на Съвета за сигурност – Белгия, Тайван и Съединените щати – гласуват „въздържали се“.